# クラッドバスター
クラッドバスター (CLOD BUSTER) は、田宮模型（現・タミヤ）が1987年に発売してヒットした電動ラジオコントロールカーの名称。
現在は製造中止されているが、後継車として後述のスーパークラッドバスターや派生車種のブルヘッドが発売されている。

## 概要
- 全長 480mm
- 全幅 380mm
- 全高 340mm
- ホイールベース 270mm
- トレッド 270mm
- 最低地上高 55mm
- 車体重量/全備重量 3900g/4350g
- サスペンション前後　ライブアクスル・ユニットスイング、コイルオーバーフリクションダンパーをツインで装備
- タイヤ径/幅（前後） 165mm/110mm
- ギア比 1:30.1
- メーカー希望小売価格 25800円(税別)

クラッドバスターは当時アメリカで流行していたモンスタートラックを実車の1/10スケールのラジコンで再現したものである。直径165mm、幅110mmと縮尺の割に巨大なタイヤが四輪駆動、四輪操舵するため走破性が高いのが特徴。スチロール樹脂製のボディは実車のモンスタートラックでも好まれるシボレーピックアップを採用しており、田宮模型の精巧な金型製作能力もありスケール感が高く仕上がっている。その完成度の高さと比較的価格が安い事から、マイナーチェンジを経て長期にわたり製造・販売され続けたロングセラーであった。

## メカニズム
基本的なレイアウトは実車と同じく、シャーシ中央から前後のリジッドアクスルにスイングアームが伸びる構造となっている。ただし実車がシャーシに搭載されたエンジンからプロペラシャフトを通してアクスルに動力を伝えるのに対し、クラッドバスターの場合、同社のホーネットなどと同様のモーター一体型のアクスルを前後に配置する事によって、プロペラシャフトを使わずに四輪駆動化している。このアクスルから各輪2本ずつ計8本のコイルスプリングがバスタブ型シャーシに伸びて重量を支えている。
電池はキット標準の場合7.2ボルトのレーシングパックが指定されており、3段変速スピードコントローラーを介して前後2基のマブチRS-540SHモーターに電気を供給している。またツインモーターという構成を生かし電池とモーター間は並列、直列をスイッチで切り替られるようになっており、スピードの速いパワーモードと長時間(1200mAで20分程度)走行可能なエコノミーモードを選ぶ事ができる。
ステアリングはシャーシ中央下部に配置されたサーボモータから前後のアクスルにステアリングロッド(金属棒)が伸びており、アクスル中央を回転軸に再び左右にステアリングロッドが伸びる複雑な機構で逆位相の四輪操舵を実現している。

## クラッドバスターとモンスタートラックの系譜
現在ではラジコン界で隆盛を誇るモンスタートラックのカテゴリーだが、1987年当時の日本では同社のトヨタ・ハイラックス4WDハイリフトやブラックフット/モンスタービートル、ランチボックスなどのほかは、京商のビッグブルートや東京マルイのビッグベアーダッツンなど種類が限られていた。このうち趣味性の高いハイラックスを除いては実車とは異なる後輪駆動方式を採用しているが、これは4WDにするとメカニズムが複雑で価格の高騰を招く、ユーザー需要が不確実などの理由があったと思われる。まだまだオフロードバギーが全盛の時代であり、メーカーもモンスタートラックにはそれほど精力を傾けられない時代だった。
このような状況下で発表されたクラッドバスターはどの競合製品と比べても一回り大きく、またツインモーター四駆と四輪操舵というメカニズムが画期的だった事もあり、初公開された第26回静岡ホビーショーでは驚きの声を持って迎えられ、商業的にも成功した。
この影響は大きく、京商がビッグブルートをベースとしながらもツインモーター式の四駆、四輪操舵を実現したダブルディア(double dare)を1988年に発売し追随した。このクラッドバスターを強く意識したと思われるマシンは、見た目は良かったものの完成度やブランド力の差もあり商業的な成功を収めるには至らなかった。アメリカMRP社もHIGH ROLLERというよく似た製品を発売するなど、クラッドバスターがラジコン界に与えた影響は大きい。

## 現在
ボディをアメリカントレーラーに載せ換えたブルヘッド(Bullhead)が1990年に発売されるなどクラッドバスターはシリーズ化され地道に売れ続けたが、2004年スーパークラッドバスターの発売と入れ替わる形で製造中止となった。ちなみに製造中止になった時点ではタミヤでは最も古くから生産されつづけたRCカーであった。
クラッドバスターは発売から約20年が経ち、さすがに基本設計の古さは否めない。現在はよりホイールベースが長くサスペンションの稼動範囲が広い製品が好まれている。これら最新製品と比較するとクラッドバスターは転倒しやすくスピードもそれほど速くはない。しかし最近の製品は走行性能を重視する余り、ボディがスチロール樹脂と比べて強度はあるが成型方法の違いにより細部の表現が困難なポリカーボネートで出来ており、ボディとシャーシの一体感に欠けている製品も多い。クラッドバスターは走行性能では負けていても美しさでは勝っている。またホイールベースの短さが幸いし、埋まりやすい雪上走行においては他を寄せ付けない性能である事は意外に知られていない。
世界に目を転じると欧米や所得の高い国を中心にヒットし、特にアメリカはモンスタートラックの本場という事もあり日本以上に愛着を持って受け入れられている。元々アメリカのラジコン趣味者はカスタマイズの意識が高く、クラッドバスターに関しても日本とは比較にならない程数多くのチューンナップパーツが発売されている。現在ブームとなっているロッククローリングRCカー黎明期にはクラッドバスターをベースとしたコンバージョンキットが各社から発売されていた。発売から20年が経ち基本設計としては古くなったが、汎用性の高さや価格の安さもあり、未だにベース車として高い人気を誇っている。

## ブルヘッド
ブルヘッド (BULLHEAD) はタミヤが発売した電動ラジオコントロールカーの名称。クラッドバスターと共通のシャーシを持つ兄弟車で、クラッドバスターとの相違点は以下の通り。
- ボディをトレーラーヘッドをイメージしたタミヤオリジナルのボンネットトラックボディに変更。
- ホイール及びスイングアームをメッキタイプに変更。
- シャーシ本体を赤色に、軟質樹脂パーツを黄色に変更。

1990年発売。キット価格は26,800円(税別)。
2012年にブルヘッド(2012)として復刻。復刻に辺りESC専用モデルとなり、専用ESCとしてLi-Feバッテリーに対応したTEU-106BKがキットに付属している。キット価格は36,750円(税込)。

## スーパークラッドバスター
スーパークラッドバスター (SUPER CLODBUSTER) はタミヤが発売した電動ラジオコントロールカーの名称。以下に挙げる点がマイナーチェンジされている。
- ホイールをメッキタイプに変更。
- シャーシの一部のパーツをボディのカラーに合わせて赤色から青色に変更。
- ボディが版権の都合上タミヤオリジナルのピックアップトラックボディとなり、フロントグリルのデザインがシボレーのボウタイエンブレムから4×4×4マークに変わるなどしている。

2004年発売。キット価格は25,800円(税別)。
2008年にスーパークラッドバスタークロームエディションが発売。ボディがクロームメッキ処理され、青色のパーツが黒色に変更されており、ESC専用モデルとなり専用ESCとしてTEU-103BKが付属している。キット価格は38,640円(税込)。
2020年2月、スーパークラッドバスターブラックエディションが発売。ボディが名前通り黒の成形色で、青色のパーツが初代クラッドバスター同様、赤色に変更されている。ホイールはブラッククロームとなる。
2001年に登場した同社製の高級ビッグフットモデル、TXT-1（タミヤ・エクストリーム・トラック）に旗艦モデルの座を奪われてはいるが、それでも先代クラッドバスター同様、改造のベース等として依然根強い人気を保っている。